# Amata ribbei
Amata ribbei är en fjärilsart som beskrevs av Johannes Karl Max Röber 1885. Amata ribbei ingår i släktet Amata och familjen björnspinnare. Inga underarter finns listade i Catalogue of Life.